# Pleasant Hill (Iowa)
Pleasant Hill is een plaats (city) in de Amerikaanse staat Iowa, en valt bestuurlijk gezien onder Polk County.

## Demografie
Bij de volkstelling in 2000 werd het aantal inwoners vastgesteld op 5070. In 2006 is het aantal inwoners door het United States Census Bureau geschat op 7225, een stijging van 2155 (42,5%).

## Geografie
Volgens het United States Census Bureau beslaat de plaats een oppervlakte van 20,6 km², waarvan 20,3 km² land en 0,3 km² water.

## Plaatsen in de nabije omgeving
De onderstaande figuur toont nabijgelegen plaatsen in een straal van 16 km rond Pleasant Hill.